# Barry Douglas (musicien)
Pour les articles homonymes, voir Barry Douglas et Douglas.
Barry Douglas, né le 23 avril 1960 à Belfast, est un pianiste  et chef d’orchestre britannique.

## Biographie
Barry Douglas a étudié le piano,  le violoncelle, la clarinette et l’orgue à Belfast. À seize ans, il étudie avec Felicitas Lewinter, puis à Londres, avec John Barstow et Maria Curcio.
Il a ensuite étudié à Paris avec le pianiste russe Evgueni Malinine.
Barry Douglas remporte la médaille d'or au Concours international Tchaïkovski en 1986 (après les pianistes britanniques John Ogdon (1962) et John Lill (1970).
Il enregistre d’abord Tableaux d'une exposition de Modeste Moussorgski, puis réalise de nombreux enregistrements (avec Camerata Ireland), notamment les cinq concertos pour piano de Beethoven et le Triple Concerto (avec Kim Chee-yun et Andrés Díaz). Il est directeur artistique du Festival International de piano de Manchester, en Angleterre et du Festival  de Clandeboye, Bangor, Comté de Down, (Irlande).
Il a fondé en 1998 l'orchestre de chambre Camerata Irlande , qu'il dirige, notamment  pour des cycles complets des symphonies de Beethoven, Mozart et Schubert. Il a enregistré avec les labels RCA et Satirino en France.
Douglas a été nommé Officier de l’Ordre de l'Empire britannique pour services rendus à la musique.  Il a également reçu une bourse du Royal College of Music, où il est invité en tant que professeur de piano. Il a reçu un  doctorat en musique de l’Université Queen's de Belfast, ainsi que le titre de docteur honoraire en musique de l’Université nationale d'Irlande en 2007 .